# Hilsa, Bihar
Hilsa là một thành phố và là một khu vực quy hoạch (notified area) của quận Nalanda thuộc bang Bihar, Ấn Độ.

## Địa lý
Hilsa có vị trí 25°19′B 85°17′Đ / 25,32°B 85,28°Đ Nó có độ cao trung bình là 45 mét (147 feet).

## Nhân khẩu
Theo điều tra dân số năm 2001 của Ấn Độ, Hilsa có dân số 37.748 người. Phái nam chiếm 54% tổng số dân và phái nữ chiếm 46%. Hilsa có tỷ lệ 57% biết đọc biết viết, thấp hơn tỷ lệ trung bình toàn quốc là 59,5%: tỷ lệ cho phái nam là 66%, và tỷ lệ cho phái nữ là 46%. Tại Hilsa, 17% dân số nhỏ hơn 6 tuổi.